# Museu da Chácara do Céu
O Museu da Chácara do Céu é um museu de arte localizado no bairro de Santa Teresa, na cidade do Rio de Janeiro, no Brasil. Integra, junto com o Museu do Açude, os Museus Castro Maya.

## Histórico

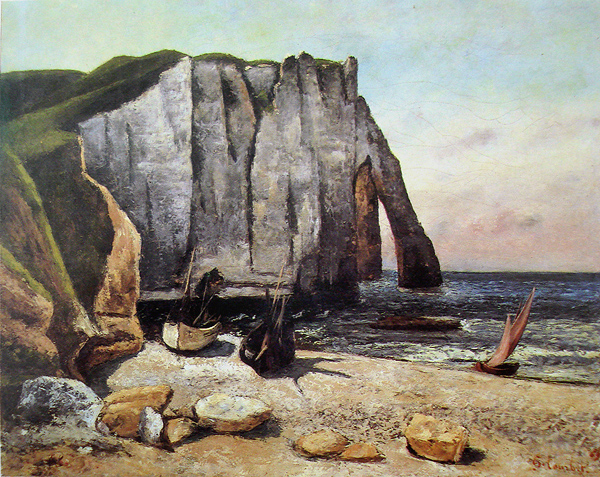
Gustave Courbet: La falaise d'Étretat, 1869

A sede do museu é uma das antigas residências do empresário e mecenas Raymundo Ottoni de Castro Maya (1894-1968), conhecida desde 1876 como Chácara do Céu. Castro Maya herdou a casa em 1936. A construção foi demolida em 1954 e em seu lugar o arquiteto Wladimir Alves de Souza projetou uma residência com características modernistas integrada aos belos jardins que permitem uma magnífica vista da cidade do Rio de Janeiro e da  Baía da Guanabara. Hoje, além das exposições de longa duração e temporárias, o museu mantém dois cômodos originalmente mobiliados e ambientados, a fim de preservar o caráter de residência do local.
O museu se origina da coleção particular de Castro Maya, em parte herdada de seu pai, em parte adquirida por ele mesmo. Castro Maya organizou, em 1963, uma fundação para gerir os seus bens. O museu da Chácara do Céu foi criado em 1972. Em 1983, a fundação foi extinta e o espólio, reorganizado sob o nome de Museus Castro Maya, foi absorvido pelo Instituto do Patrimônio Histórico e Artístico Nacional.

## Filosofia

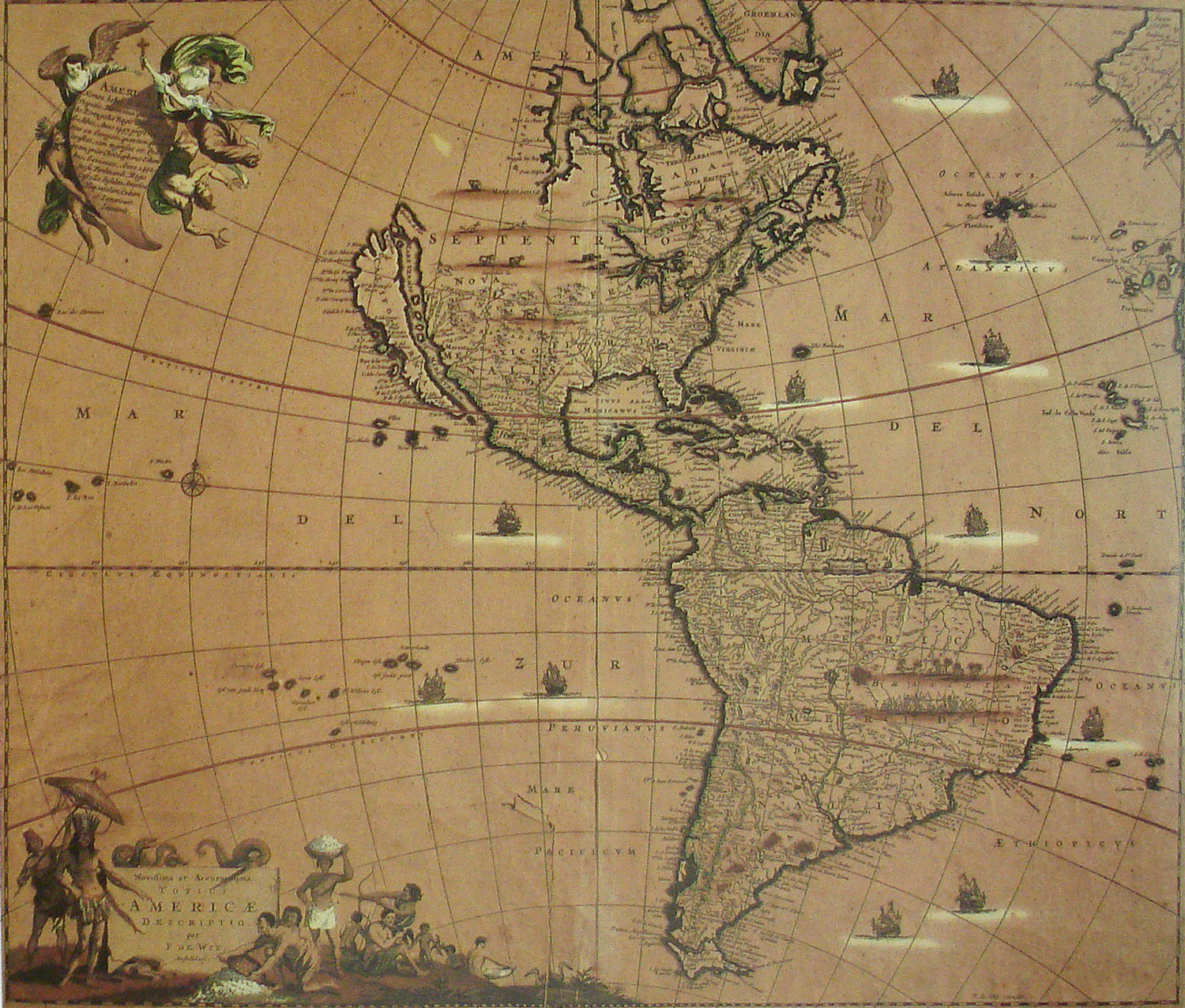
Frederik de Wit: Novissima et accuratissima totius Americae descriptio, século XVII

O museu se alinha na filosofia de trabalho estabelecida pelo seu fundador, divulgando o seu acervo em exposições de curadoria, continuando projetos como o dos Amigos da Gravura, de edições especiais de obras de artes gráficas, e fazendo intercâmbios culturais entre diferentes instituições, tais como o projeto Encontro de Colecionadores, que expõe coleções privadas raramente acessíveis ao público.
Além destes projetos eminentemente artísticos, há outros de caráter editorial e biográfico, preservando a memória de Castro Maya, que também era um bibliófilo. A museografia empregada respeita alguns ambientes na forma em que eram usufruídos quando a casa era uma residência.

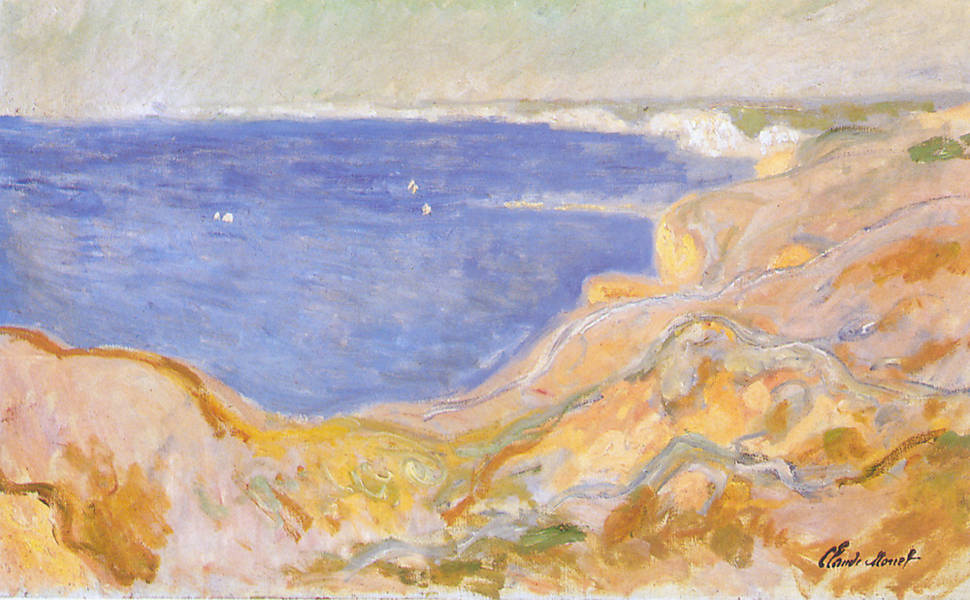
Claude Monet: Marinha. Obra roubada do museu em 2006.

## Coleção
O acervo do museu se divide em setores:
- Arte Europeia, com pinturas, desenhos e gravuras de mestres europeus do porte de Matisse, Modigliani, Degas, Seurat e Miró;
- Arte Brasileira, concentrada na produção brasileira moderna, com nomes como Guignard, Di Cavalcanti, Iberê Camargo, Antonio Bandeira, Eliseu Visconti e Portinari;
- Coleção Brasiliana, com mapas antigos, pinturas e outras ilustrações da paisagem e dos tipos humanos no Brasil do século XIX, muitas realizadas por artistas viajantes como Rugendas, Chamberlain e Taunay, destacando-se mais de 500 originais de Jean-Baptiste Debret, adquiridos em Paris.

A Biblioteca Castro Maya possui cerca de oito mil volumes entre livros de arte, literatura brasileira e europeia, e também algumas importantes publicações dos primeiros viajantes do século XIX: Maria Graham, Maximilian von Wied-Neuwied, Henry Chamberlain, William Gore Ouseley e Victor Frond.